# Wings of Tomorrow
Wings of Tomorrow je druhé studiové album švédské hard rockové skupiny Europe. Vydáno bylo 24. února 1984 společností Hot Records.

## Seznam Skladeb
1. "Stormwind" (Joey Tempest) – 4:31
2. "Scream of Anger" (Tempest, Marcel Jacob) – 4:06
3. "Open Your Heart" (Tempest) – 4:10
4. "Treated Bad Again" (Tempest) – 3:46
5. "Aphasia" (John Norum) – 2:32
6. "Wings of Tomorrow" (Tempest) – 3:59
7. "Wasted Time" (Tempest) – 4:10
8. "Lyin' Eyes" (Tempest) – 3:47
9. "Dreamer" (Tempest) – 4:28
10. "Dance the Night Away" (Tempest) – 3:35

## Sestava
- Joey Tempest – zpěv, akustická kytara, klávesy
- John Norum – kytara, doprovodný zpěv
- John Levén – baskytara
- Tony Reno – bicí
- Leif Mases – produkce, režie
- Peter Engberg – kresba na obalu
- Magnus Elgquist – fotografie
- Camilla B. – návrh obalu